# غريغوري ليفينفيش
غريغوري ياكوفليفيتش ليفينفيش (9 مارس 1889 - 9 فبراير 1969) (بالروسية: Григо́рий Я́ковлевич Левенфи́ш) كان أحد روّاد الشطرنج الروس الذين حققوا أعلى النتائج في عشرينيات وثلاثينيات القرن العشرين. فاز بالبطولة السوفييتية للشطرنج مرتين: في عام 1934 (بالاشتراك مع ايليا رابينوفيتش) و 1937. في عام 1937 أجرى مباراة ضد ميخائيل بوتفنيك. كان ليفينفيش متخصصا في نهاية اللعب. وقد كان كذلك مهندسا.

## حياته وتعليمه
وُلد في بولندا، لأبوين يهوديين. أمضى معظم سنواته التكوينية في سانت بطرسبرغ، حيث التحق بجامعة سان بطرسبرغ الحكومية ودرس الهندسة الكيميائية.
كان أول ظهور له كأحد لاعبي الشطرنج البارزين عندما فاز ببطولة الشطرنج في سانت بطرسبرغ عام 1909، ولعب في بطولة كارلسباد القوية (كارلوفي فاري الآن) عام 1911. فاز ببطولة لينينغراد لأعوام 1922 و1924 و1925 (بشكل مشترك).

## روابط خارجية
- غريغوري ليفينفيش على موقع مباريات الشطرنج (الإنجليزية)
- غريغوري ليفينفيش على موقع 365Chess.com (الإنجليزية)
- غريغوري ليفينفيش على موقع Chesstempo.com (الإنجليزية)